# Катастрофа DC-10 под Парижем
Катастрофа DC-10 под Парижем (также известная как Авиакатастрофа в Эрменонвиле) — крупная авиационная катастрофа, произошедшая в воскресенье 3 марта 1974 года. Авиалайнер McDonnell Douglas DC-10-10 авиакомпании Turkish Airlines выполнял плановый рейс TK 981 по маршруту Стамбул—Париж—Лондон, но через 9 минут после вылета из Парижа на высоте 3500 метров неожиданно открылась одна из дверей грузового отсека, что создало взрывную декомпрессию, в результате которой разрушились системы управления. Лайнер перешёл в пикирование и через 1,5 минуты на большой скорости рухнул в лес Эрменонвиль к северо-востоку от Парижа и полностью разрушился. Погибли все находившиеся на его борту 346 человек — 334 пассажира и 12 членов экипажа.
Это первая и крупнейшая катастрофа с участием DC-10. До 27 марта 1977 года являлась крупнейшей авиационной катастрофой в истории человечества, в настоящее время (на 2024 год) — четвёртая. Остаётся крупнейшей катастрофой одного самолёта, в которой не было выживших, а также крупнейшей авиакатастрофой в истории Европы и турецкой авиации.
В ходе расследования было установлено, что причиной катастрофы стало несовершенство запорного механизма двери грузового отсека, которая открылась на большой высоте из-за разницы давлений.
В истории самолёта DC-10 это был уже второй аналогичный случай после произошедшего двумя годами ранее инцидента над Уинсором (обошлось без жертв). В ходе расследования первого случая следственная комиссия сделала ряд рекомендаций по изменению конструкции самолёта с целью предотвратить подобные происшествия. Однако катастрофа под Парижем показала, что ни одна из данных рекомендаций не была выполнена.

## Сведения о рейсе 981

### Самолёт
McDonnell Douglas DC-10-10 (регистрационный номер TC-JAV, заводской 46704, серийный 029) был выпущен на заводах компании «McDonnell Douglas» в Лонг-Бич (Калифорния, США) и свой первый полёт совершил 15 февраля 1972 года, став 29-м выпущенным самолётом DC-10. Изначальный бортовой номер самолёта был N1337U, из чего можно сделать вывод, что первоначальным заказчиком была авиакомпания United Airlines. Однако данной авиакомпании самолёт так и не был передан, а вместо этого 10 декабря 1972 года поступил в авиакомпанию Turkish Airlines, в связи с чем был перерегистрирован и получил бортовой номер TC-JAV и имя Ankara. Был оснащён тремя двухконтурными турбовентиляторными двигателями General Electric CF6-6D, развивавшими силу тяги до 18 144 кгс каждый.
В трёх салонах самолёта располагались 345 посадочных мест (12 первого класса и 333 экономкласса), из которых 86 мест располагались в переднем салоне, 108 — в среднем, а 151 — в заднем. Последняя инспекторская проверка самолёта, в ходе которой никаких неполадок обнаружено не было, проводилась 21 января 1974 года. На день катастрофы 2-летний авиалайнер совершил 1537 циклов «взлёт-посадка» и налетал 2955 часов 52 минуты, причём с момента ремонта D — 486 часов 17 минут, а с момента ремонта C — 81 час 34 минуты.

### Экипаж
Самолётом управлял опытный экипаж, состав которого был таким:
- Командир воздушного судна (КВС) — 44-летний Нежат Беркоз (тур. Nejat Berköz). Опытный пилот, проходил службу в ВВС Турции. В авиакомпании Turkish Airlines проработал 6 лет и 4 месяца (с 14 октября 1967 года). Имел квалификацию для управления самолётами Fokker F27 и McDonnell Douglas DC-9. В должности командира McDonnell Douglas DC-10 — с 8 марта 1973 года. Налетал 7003 часа 10 минут (1392 часа 10 минут из них ночью), 438 часов 15 минут из них на DC-10[7].
- Второй пилот — 38-летний Орал Улусман (тур. Oral Ulusman). Опытный пилот, также (как и КВС) проходил службу в ВВС Турции. В авиакомпании Turkish Airlines проработал 5 лет и 11 месяцев (с 23 марта 1968 года). Также имел квалификацию для управления самолётами F-27 и DC-9. В должности второго пилота McDonnell Douglas DC-10 — с 8 марта 1973 года. Налетал 5589 часов 25 минут (1425 часов 10 минут из них ночью), 628 часов 5 минут из них на DC-10[8].
- Бортинженер — 37-летний Эрхан Озёр (тур. Erhan Özer). До работы в Turkish Airlines также проходил службу в ВВС Турции. В должности бортинженера McDonnell Douglas DC-10 — с 8 марта 1973 года. Налетал 2113 часов 25 минут (350 из них ночью), 775 часов 50 минут из них на DC-10[9].

В салоне самолёта работали 8 бортпроводников:
- Хайри Тезджан (тур. Hayri Tezcan), 30 лет — старший бортпроводник. В Turkish Airlines с 20 января 1968 года. Налетал 4916 часов, 569 часов 30 минут из них на DC-10.
- Гюлай Сонмез (тур. Gülay Sönmez), 21 год. В Turkish Airlines с 18 августа 1971 года. Налетала 1901 час 30 минут, 439 часов 25 минут из них на DC-10.
- Нильгюн Йыльмазер (тур. Nilgün Yılmazer), 23 года. В Turkish Airlines с 11 мая 1972 года. Налетала 1029 часов 55 минут, 90 из них на DC-10.
- Сибель Захин (тур. Sibel Zahin), 22 года. В Turkish Airlines с 11 мая 1972 года. Налетала 1262 часа 15 минут, 494 часа 50 минут из них на DC-10.
- Семра Хыдыр (тур. Semra Hıdır), 20 лет. В Turkish Airlines со 2 апреля 1973 года. Налетала 741 час 45 минут, 74 часа 50 минут из них на DC-10.
- Фатма Барка (тур. Fatma Barka), 25 лет. В Turkish Airlines с 8 ноября 1971 года. Налетала 1465 часов 50 минут, 297 часов 40 минут из них на DC-10.
- Рона Алтынай (тур. Rona Altınay), 29 лет. В Turkish Airlines с 11 января 1967 года. Налетала 4456 часов, 387 часов 15 минут из них на DC-10.
- Айше Биргили (тур. Ayşe Birgili), 22 года. В Turkish Airlines с 1 сентября 1971 года. Налетала 1723 часа 15 минут, 139 часов 5 минут из них на DC-10.

Также в пассажирском салоне летел 12-й член экипажа — 45-летний наземный бортинженер Энгин Учок (тур. Engin Üçok), отвечавший за наземное обслуживание самолёта на промежуточных остановках (погрузка и разгрузка багажа, заправка авиатопливом) и замещавший в данном рейсе своего коллегу, оставшегося в Стамбуле для переподготовки.

### Пассажиры и багаж
Максимальный взлётный вес DC-10-10 составляет 195 000 килограммов, а максимальный посадочный — 164 890 килограммов. В тот день максимальный взлётный вес был оценён в 172 600 килограммов (164 890 + 7710). Из-за суматохи при посадке, по первоначальной ведомости на борту авиалайнера находились 306 взрослых пассажиров (249 мужчин и 57 женщин), 6 детей (от 2 лет) и 1 младенец, то есть всего 313 человек, а вскоре был обнаружен и первоначально не учтённый 314-й пассажир. Из всех этих 314 человек 76 находились в переднем салоне, 98 — в среднем, а 140 — в заднем. Таким образом, общий расчётный вес пассажиров составлял 23 170 килограммов. Также в самолёт ещё в Стамбуле было загружено 2896 килограммов багажа, который в четырёх контейнерах был помещён в передний грузовой отсек, а в Париже были дополнительно загружены ещё 1525 килограммов, который поместили в центральный грузовой отсек, чтобы избежать изменения центровки самолёта. Задний грузовой отсек был зарезервирован для штучного багажа, не упакованного в контейнеры. Согласно первоначальной ведомости самолёта, полный взлётный вес составлял 161 628 килограммов, что находилось в пределах допустимого.
В последнюю минуту были внесены изменения и добавлены ещё 20 пассажиров, что привело к возрастанию расчётного веса на 1480 килограммов, что, однако, не оказало заметного влияния на центровку. Таким образом, из 345 мест в пассажирском салоне были заняты 332. Всего, по уточнённым данным, на борту рейса TK 981 находились 346 человек — 12 членов экипажа и 334 пассажира (327 взрослых, 6 детей и 1 младенец).
| Гражданство людей на борту | Гражданство людей на борту | Гражданство людей на борту | Гражданство людей на борту |
| Гражданство                | Пассажиры                  | Экипаж                     | Всего                      |
| -------------------------- | -------------------------- | -------------------------- | -------------------------- |
| Австралия                  | 2                          | 0                          | 2                          |
| Аргентина                  | 3                          | 0                          | 3                          |
| Бельгия                    | 1                          | 0                          | 1                          |
| Бразилия                   | 5                          | 0                          | 5                          |
| Великобритания             | 177                        | 0                          | 177                        |
| Южный Вьетнам              | 1                          | 0                          | 1                          |
| ФРГ                        | 1                          | 0                          | 1                          |
| Индия                      | 2                          | 0                          | 2                          |
| Иран                       | 1                          | 0                          | 1                          |
| Ирландия                   | 2                          | 0                          | 2                          |
| Испания                    | 1                          | 0                          | 1                          |
| Кипр                       | 1                          | 0                          | 1                          |
| Марокко                    | 1                          | 0                          | 1                          |
| Новая Зеландия             | 1                          | 0                          | 1                          |
| Пакистан                   | 1                          | 0                          | 1                          |
| Сенегал                    | 1                          | 0                          | 1                          |
| США                        | 25                         | 0                          | 25                         |
| Турция                     | 44                         | 12                         | 56                         |
| Франция                    | 15                         | 0                          | 15                         |
| Швейцария                  | 1                          | 0                          | 1                          |
| Швеция                     | 1                          | 0                          | 1                          |
| Япония                     | 48                         | 0                          | 48                         |
| Итого                      | 334                        | 12                         | 346                        |

Среди пассажиров на борту самолёта находились:
- Джон Купер (англ. John Cooper), британский легкоатлет, двукратный серебряный призёр Олимпийских игр 1964 года.
- Уэйн Уилкокс (англ. Wayne Wilcox), атташе по культуре посольства США в Лондоне. Кроме того, на борту находились его супруга и двое детей.
- Игроки любительской регбийной команды из Англии.
- 48 японских выпускников вузов, которые путешествовали по Европе после окончания обучения.

## Хронология событий

### Предшествующие обстоятельства

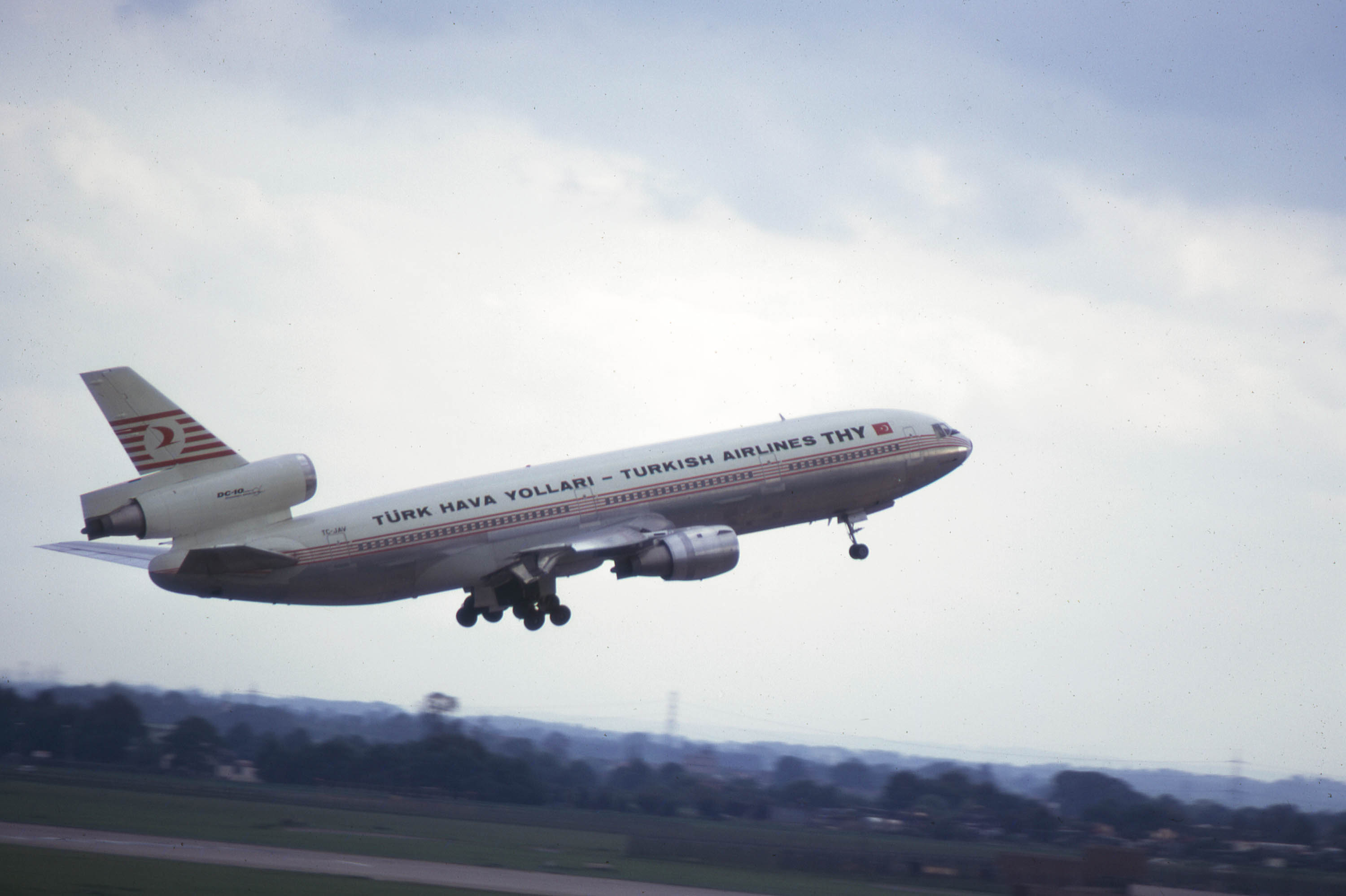
Взлёт борта TC-JAV примерно за год до катастрофы

Накануне в Париже на стадионе «Парк де Пренс» проходил матч по регби в рамках Кубка пяти наций между сборными Франции и Англии. Теперь же, в воскресенье, большое число пассажиров летели в Лондон; в частности, на борту находились игроки любительской команды из Бери-Сент-Эдмундс. Но из-за забастовки сотрудников авиакомпаний BEA и Air France многие застрявшие в аэропорту Орли пассажиры начали пересаживаться на рейсы других авиакомпаний. Среди них был и турецкий рейс TK 981, на который сели 216 пассажиров. Из-за их большого числа вылет рейса 981 были вынуждены задержать ещё на 30 минут.
В 10:02 в Парижском аэропорту Орли приземлился для промежуточной остановки авиалайнер McDonnell Douglas DC-10-10 борт TC-JAV, выполнявший тем утром рейс TK 981 из Стамбула. На нём летели 167 пассажиров, 50 из которых высадились в Париже. Лайнер был припаркован на гейте №A2 в южной части аэропорта, и начал обслуживаться персоналом Turkish Airlines и служащими аэропорта. В баки самолёта залили 10 350 литров авиатоплива, а в салоне начали размещаться новые пассажиры. Плановая стоянка должна была составить 1 час.
Наконец в 11:11:30 пилоты рейса 981 связались с авиадиспетчером и доложили о начале предполётных операций по запуску двигателей. В 11:24 диспетчер аэропорта дал разрешение рейсу 981 на руление, и самолёт начал движение к ВПП № 08. Около 11:28:40 диспетчер аэропорта Орли связался с самолётом и дал указание занимать позицию на исполнительном старте, и в 11:30:30 рейс TK 981 совершил взлёт. В 11:33 пилотам рейса 981 разрешили подъём до эшелона FL60 (1800 метров). В 11:34 экипаж доложил о занятии эшелона FL60, в связи с этим диспетчер подхода дал им указание переходить на связь с Северным диспетчерским центром. В 11:36:10 экипаж связался с диспетчерским центром, и тот дал указание на подъём до эшелона FL230 (7000 метров). Чтобы избежать пролёта над Парижем, лайнер сначала был направлен на восток, и лишь затем на север.

### Катастрофа

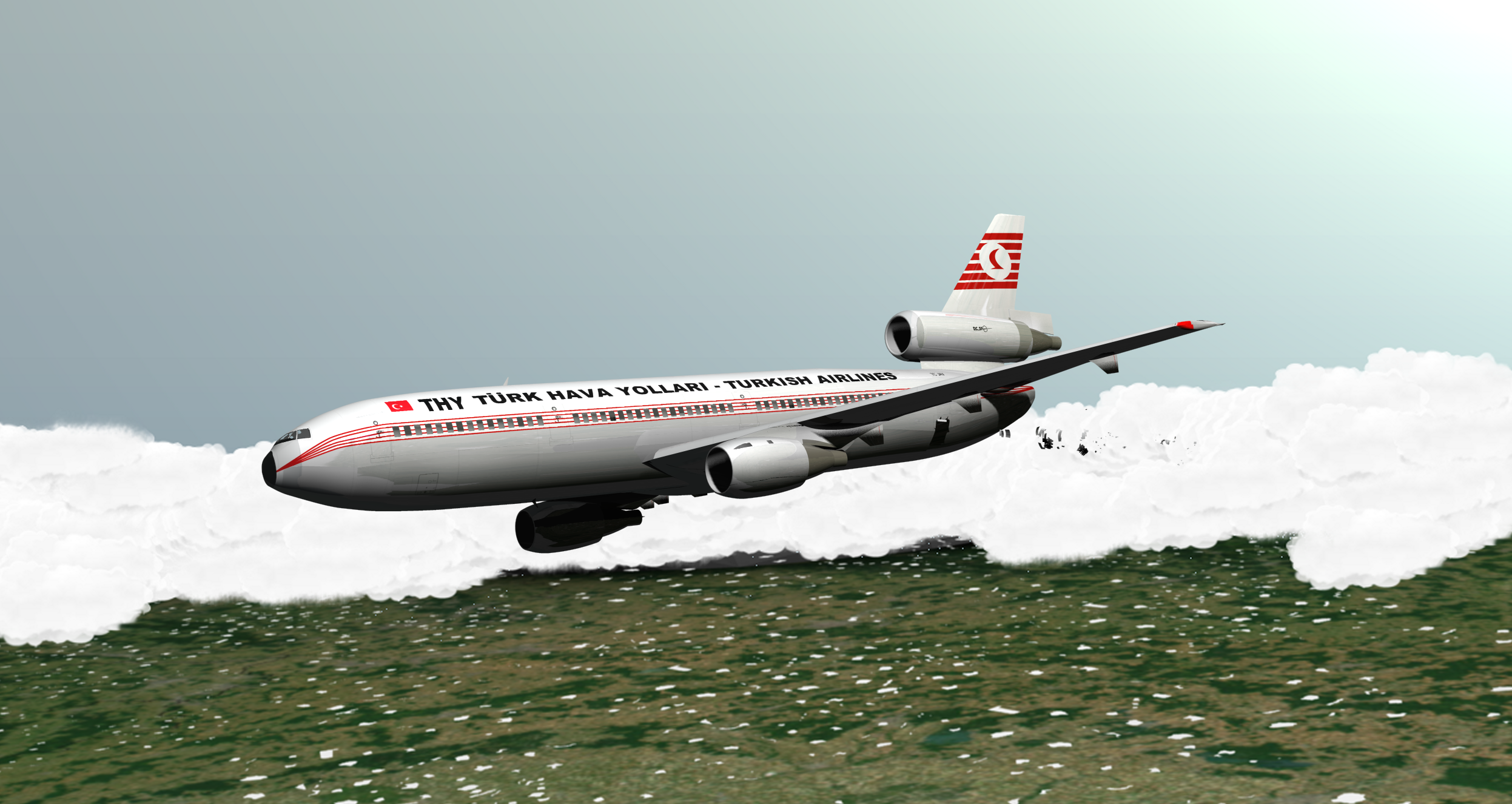
Компьютерная реконструкция катастрофы

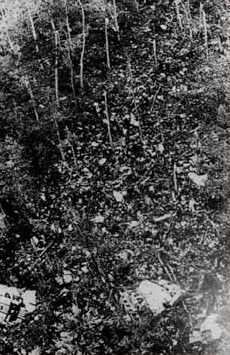
Место катастрофы

В 11:39:57—11:39:58 на вторичном радаре в диспетчерском центре отметка рейса TK 981 неожиданно разделилась на две, из которых одна оставалась на месте по курсу 45° от аэропорта Орли и в 44,4 километрах в течение 2-3 минут, после чего исчезла, а другая повернула налево с курса 350° на курс 280° и значительно ускорилась. В 11:40:13 авиадиспетчер услышал невнятное сообщение, смешанное с речью на турецком языке на фоне постоянно звучащих сигналов о падении давления и превышении скорости; в этом сообщении авиадиспетчер всё же разобрал фразу: …фюзеляж взорвался. В 11:40:41 связь с рейсом 981 прервалась, после чего в 11:41:06—11:41:07 кратковременно восстановилась, и в 11:41:13 прервалась окончательно. Начиная с 11:41:50 авиадиспетчер предпринял несколько безуспешных попыток связаться с рейсом TK 981.
Рейс TK 981 продолжал набор высоты, когда на высоте около 3500 метров при пролёте близ городка Сен-Патю на весь самолёт прозвучал громкий звук, похожий на взрыв (он был зафиксирован даже микрофоном речевого самописца в кабине пилотов), после чего 2 ряда кресел в левом ряду с 6 сидящими в них пассажирами вылетели наружу через дыру в фюзеляже, которая появилась на месте задней двери грузового отсека. Обломки от декомпрессионного взрыва повредили левый горизонтальный хвостовой стабилизатор, а также разрушили систему управления двигателя № 2 (средний хвостовой), который практически сразу остановился. Под углом 20° и с левым креном 9° лайнер понёсся к земле. Скорость начала быстро расти, и, хотя пилоты активировали реверс на обоих крыльевых двигателях (№ 1 и № 3), они также не работали из-за разрушения топливной системы; из-за этого скорость превысила максимально допустимую 666,7 км/ч, после чего стабилизировалась на уровне около 800 км/ч. Пилоты пытались вывести самолёт из пикирования, но тот их не слушался; тем не менее, за счёт подъёмной силы нос самолёта начал медленно выходить из отрицательного тангажа, однако для полного выхода из пикирования авиалайнеру всё же не хватило высоты.
В 11:41:13, через 77 секунд после декомпрессионного взрыва, рейс TK 981 с ориентировочной скоростью 800 км/ч под углом 4° и с левым креном 17° врезался в лес Эрменонвиль в 15 километрах от Сен-Патю и в 37 километрах северо-восточнее Парижа. На колоссальной скорости лайнер промчался сквозь деревья, прорубив просеку, и полностью разрушился на такие мелкие обломки, что даже пожара не возникло (лишь незначительное горение), поскольку в его топливных баках было мало авиатоплива. Несколько минут спустя в полицию стала поступать информация от очевидцев, сообщавших о вспышке и поднимающемся над лесом чёрном дыме. Общая площадь места катастрофы была 700 на 100 метров, обломки лайнера были разбросаны на площади около 63 000 квадратных метров. Все 346 человек на борту самолёта погибли, включая 6, которых выбросило из салона над Сен-Патю. Из-за сильного разрушения самолёта из 346 погибших опознать визуально удалось лишь 40; остальных идентифицировали на основе имевшихся стоматологических медицинских карт.
Катастрофа под Эрменонвилем почти вдвое превысила (по числу погибших) произошедшую за год до этого катастрофу Boeing 707 в Кано (Нигерия, 176 погибших) и стала крупнейшей в истории и крупнейшей авиакатастрофой одного самолёта на тот момент; впоследствии её превзошли столкновение на Тенерифе в 1977 году и катастрофа под Токио в 1985 году.

## Расследование

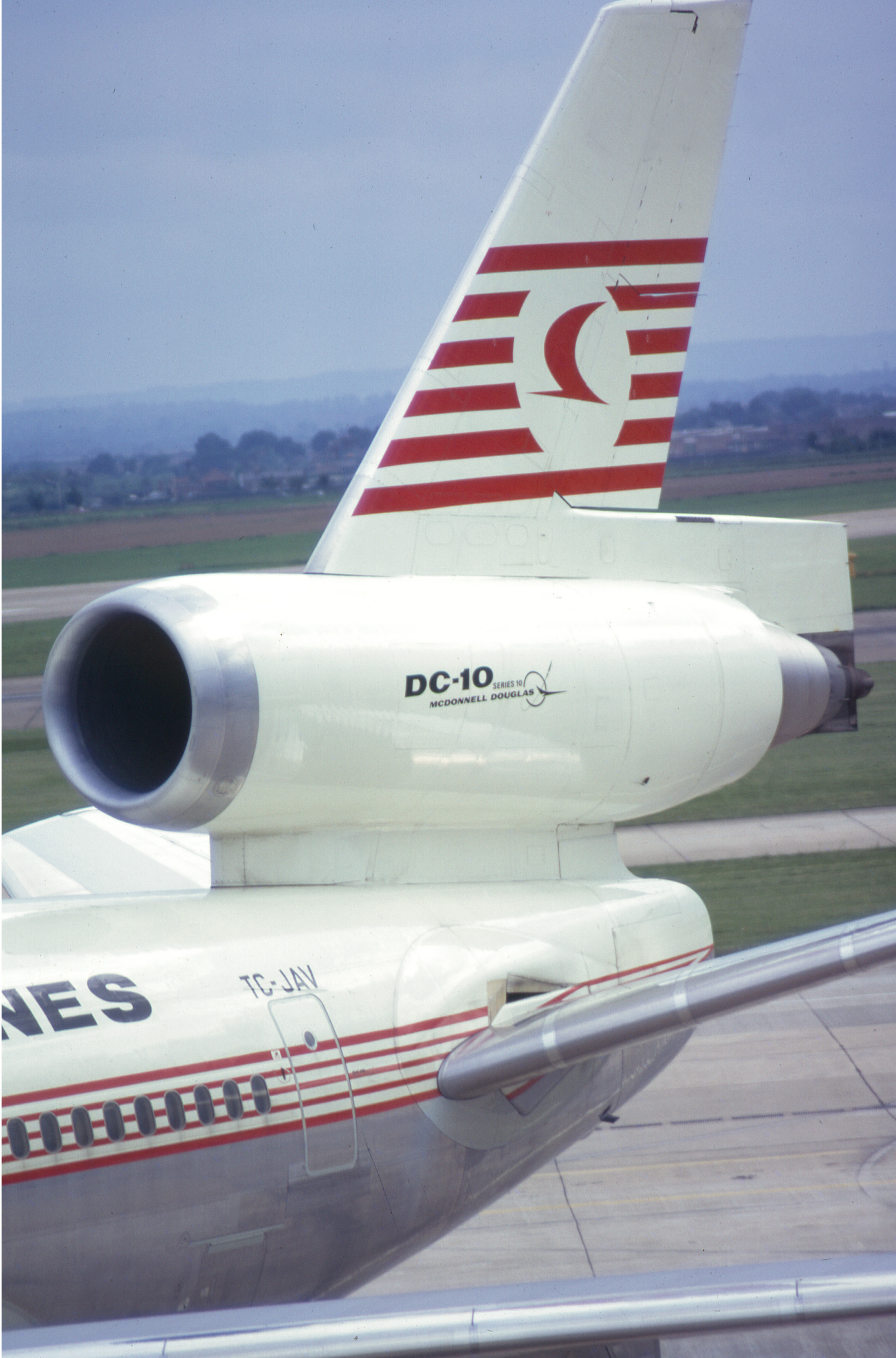
Хвостовая часть разбившегося самолёта.
За крылом частично можно увидеть грузовую дверь (расположена ниже и чуть впереди пассажирской двери), отделение которой и стало причиной катастрофы

Через несколько часов после катастрофы из Вашингтона в Париж вылетела группа экспертов американских Федеральной авиационной администрации (FAA) и Национального совета по безопасности на транспорте (NTSB). Им не понадобилось много времени, чтобы установить причину катастрофы — открытие в полёте задней двери грузового отсека.
Но напрямую расследование причин катастрофы рейса TK 981 проводило французское Бюро по расследованию и анализу безопасности гражданской авиации (BEA).
В ходе расследования выяснилось, что борт TC-JAV имел дефектный механизм запирания дверей грузового отсека. В документах технической службы авиакомпании Turkish Airlines было зафиксировано проведение на самолёте всех регламентных работ с соответствии с фирменным бюллетенем фирмы «McDonnell Douglas». Однако по нелепой случайности рекомендации конструкторов были истолкованы неверно — вместо того, чтобы усилить конструкцию замка грузового отсека, инженеры её ослабили. В результате, чтобы деформировать конструкцию, достаточно было лёгкого нажатия.
Представительство авиакомпании Turkish Airlines в Париже было небольшим, и основную часть работ по обслуживанию самолётов на земле выполняла местная компания «Сеймур» (фр. Seymour). В её обязанности входила загрузка самолётов багажом и грузом, поэтому её персонал был знаком со спецификой запирания двери грузового отсека DC-10. Чтобы закрыть дверь, механик нажимал специальную кнопку и через 10 секунд опускал запорную ручку. Если она легко становилась на место — дверь заперта правильно.
В день катастрофы сотрудник фирмы «Сеймур» скрупулёзно следовал инструкциям запирания двери грузового отсека — она легко закрылась. Проверка правильности положения запорных крюков входила в обязанности бортинженера самолёта или наземного инженера авиакомпании. Но в спешке подготовки к вылету ни тот, ни другой не догадались заглянуть в смотровое окошко и проверить, правильно ли заперта дверь. На самом деле запорные крюки не находились на месте, а индикаторы на панели бортинженера в кабине пилотов показывали обратное.
Окончательный отчёт расследования BEA был опубликован 12 мая 1976 года.

## Последствия катастрофы
- 7 марта 1974 года FAA выпустила Директиву о лётной годности, которая касалась конструкции запирающегося механизма дверей заднего грузового отсека самолётов DC-10. Новое руководство FAA начало собственное расследование и выяснило, что с октября 1973 года по март 1974 года в адрес фирмы «McDonnell Douglas» поступило более тысячи рекламаций на трудности с запиранием задней грузовой двери. В июле 1975 года новые формы лётной годности вступили в действие. В заключительной части отчёта о катастрофе рейса TK 981 говорилось, что запирающийся механизм задней двери грузового отсека имел конструктивные недостатки.
- Имя разбившегося DC-10 — Ankara — в данный момент носят два лайнера авиакомпании Turkish Airlines: Airbus A340-311 борт TC-JDL в ливрее «STAR ALLIANCE» и Boeing 777-3F2ER борт TC-JJP.
- Кроме того, авиакомпания Turkish Airlines разделила маршрут разбившегося рейса TK 981 на две части: Стамбул—Париж и Стамбул—Лондон. Их совершают Airbus A330-300 и Boeing 737-800, соответственно.

## Культурные аспекты
- Катастрофа рейса 981 Turkish Airlines показана в 5 сезоне канадского документального телесериала Расследования авиакатастроф в серии За закрытыми дверями.
- Также она упоминается в документальном фильме Разменная монета.
- Также катастрофа рейса 981 упоминается в книге И. А. Муромова «100 великих авиакатастроф» в главе Катастрофа турецкого самолёта DC-10.

### Комментарии
1. ↑  Террористические акты 11 сентября 2001 года, согласно NTSB, не относятся к авиакатастрофам
2. ↑  Расчётное потребление авиатоплива